# Anik (спутник)
Anik — серия геостационарных телекоммуникационных спутников, запущенных компанией Telesat Canada для предоставления услуг спутникового телевидения в Канаде. Спутники данной серии запускаются с 1972 года. Большая часть спутников, запущенных с 1972 г. по 2000 г. уже не в эксплуатации. С языка инуктитут Anik переводится как «младший брат».

## Anik A
Спутники серии Anik A стали первыми в мире телекоммуникационными спутниками на геостационарной орбите запущенными каким-либо национальным оператором связи. До этого на геостационарную орбиту запускались спутники только транснациональных компаний. Флот спутников Anik A впервые позволил транслировать телевизионные каналы на канадский север. Каждый спутник был оснащен 12 транспондерами С-диапазона, что давало возможность передавать 12 каналов цветного телевидения.

## Anik B
Спутник Anik B, так же как спутники серии Anik A, был оснащен 12 транспондерами С-диапазона, плюс на нём дополнительно стояли 6 транспондеров Ku-диапазона.
Он стал успешным преемником спутников Anik A и экспериментального спутника Hermes.
Большинство транспондеров использовались клиентами: CBC Television, CBC Parliamentary Television Network, CITV-TV Edmonton, CHCH Hamilton и TVOntario.
CNCP Telecommunications также использовало Anik B в качестве ретранслятора для своих сервисов. Газета Globe and Mail использовала Anik B для передачи новых номеров в различные региональные типографии.

## Anik C
Спутники серии Anik C были в 3 раза более мощные, чем спутники Anik A. На каждом спутнике было 16 транспондеров Ku-диапазона.
С февраля 1983 спутник Anik C3 использовался для распространения первых платных телевизионных сетей: First Choice, Superchannel, C-Channel, Star Channel, AIM Pay-TV.

## Anik D
Спутники Anik D1 и D2 были запущены в 1982 г. и 1984 г., на них использовались транспондеры C-диапазона. Они были построены на базе спутниковой платформы Hughes Aircraft HS-376.

## Anik E
Anik E1 и E2 были запущены в 1991 г. для замены Anik D1 и D2. В отличие от спутников D-серии, которые имели цилиндрическую форму, спутники E-серии имели стандартную форму.
У Anik E2 были проблемы во время развертывания антенны C-диапазона, которые были успешно решены после проведения нескольких корректирующих манёвров.
20 января 1994 года Anik E1 и E2 пострадали от солнечной вспышки. Сначала появились проблемы на Anik E1, в 12:50 EST прекратилось вещание телевизионных сигналов на Канаду. Спустя несколько часов, в 20:15 EST, инженеры Telesat устранили проблему и спутник заработал корректно. Примерно в 21:00 EST произошла авария на Anik E2, вышел из строя гироскоп, помогающий спутнику сохранять ориентацию в пространстве, в результате этого невозможно было направить сигнал со спутника в сторону Земли. Сервис на Anik E2 не могли восстановить в течение 5 месяцев, клиентов пришлось переключать на Anik E1 и перенастраивать антенны на спутнике; для некоторых клиентов, таких как например Northwestel, расположенных в северной части Канады, это создало определенные трудности, так как их инженерам пришлось несколько дней летать в отдаленные регионы, для перенастройки наземных спутниковых антенн, расположенных на приемных станциях.
Telesat в конечном счете удалось восстановил сервис на Anik E2, построив специальные наземные станции на обоих концах страны, которые позволили контролировать положение спутника, используя для этого частые включения бортовых двигателей. Но из-за этого срок службы спутника на геостационарной орбите сократился, в виду более быстрого, чем планировалось расходования топлива.

## Anik F1
Anik F1 был запущен 21 ноября 2000 года на ракете-носителе Ariane 4 с космодрома Куру. На момент запуска, это был самый мощный телекоммуникационный спутник, из когда-либо построенных. Он был оборудован ксеноновым ионным двигателем и вел передачу сигнала на Северную и Центральную Америку. Основные параметры спутника:
Платформа: Boeing 702
Масса: 4710 кг при запуске и 3015 кг на орбите
Габариты: 40,4 метра в длину и 9 метров в ширину вместе с солнечными батареями и развернутыми антеннами
Электропитание: 17,5 кВт
Срок активного существования: 15 лет
Транспондеры: 36 C-диапазона и 48 Ku-диапазона
Солнечные батареи на Anik F1 деградировали быстрее, чем ожидалось, поэтому в 2005 году был запущен спутник Anik F1R на который переключили все сервисы с Anik F1. Сейчас Anik F1 предоставляет услуги только для клиентов в Южной Америке.

## Anik F2
Anik F2 весит 5900 кг, это более, чем в 10 раз больше массы Anik A1, при этом он является одним из самых крупных и наиболее мощных спутников связи, когда-либо построенных. Он был построен на базе платформы Boeing 702 и предназначался для поддержки и развития сервисов (передача голоса, данных, телевидения) в североамериканском регионе. На борту было установлено 114 транспондеров: 50 Ka-диапазона, 40 Ku-диапазона и 24 C-диапазона. Это был пятнадцатый спутник запущенный для компании Telesat.
С началом использования технологий Ka-диапазона появилась недорогая двусторонняя спутниковая связь. Её можно было использовать для предоставления беспроводного интернета, услуг телемедицины, телеучебы и видеоконференц-связи в большинстве отдаленных регионов Канады.
6 октября 2011 года примерно в 6:30 утра EST на спутнике начались технические проблемы вследствие чего все транспондеры были направлены в противоположную от Земли сторону, что в свою очередь привело к проблемам с доступом в сеть Интернет, телефонией и работой банковских терминалов на большей части северных территорий Канады. Также это повлияло на полеты самолетов в этом регионе. Ближе к полуночи проблемы были устранены и сервис для клиентов был возобновлен в полном объёме.

## Anik F3
Anik F3 весит 4634 кг и на нём было установлено: 24 транспондера C-диапазона, 32 транспондера Ku-диапазона и 2 транспондера Ka-диапазона. Этот спутник предоставляет сервис DTH в США, широкополосный интернет и телевидение для Bell Canada, и спутниковое телевидение в северных и различных удаленных областях Канады.
Спутник был успешно запущен на орбиту ракетой-носителем Протон-М, которая также использовалась при запуске Anik-F1R, Nimiq-1 и Nimiq-2.

## Anik G1
Anik G1 - это многоцелевой спутник который обладает транспондерами 3 диапазонов(X-, Ku-, Ka-), что позволяет предоставлять сервис DTH в Канаде, а также широкополосный доступ в интернет, передачу голоса, данных и видеосервисов в Южной Америке, где высокий спрос на спутниковые услуги, обусловлен экономическим ростом. Это первый коммерческий спутник, на котором был установлен транспондер X-диапазона для предоставления услуг связи государственным органам американского и тихоокеанского региона. Спутник был выведен в точку стояния 107,3° з. д., где он будет работать совместно с Anik F1.

## Сводная таблица
| Спутники серии «Anik» (жёлтым цветом выделены действующие) | Спутники серии «Anik» (жёлтым цветом выделены действующие) | Спутники серии «Anik» (жёлтым цветом выделены действующие) | Спутники серии «Anik» (жёлтым цветом выделены действующие) | Спутники серии «Anik» (жёлтым цветом выделены действующие) | Спутники серии «Anik» (жёлтым цветом выделены действующие) | Спутники серии «Anik» (жёлтым цветом выделены действующие) | Спутники серии «Anik» (жёлтым цветом выделены действующие)                                | Спутники серии «Anik» (жёлтым цветом выделены действующие) | Спутники серии «Anik» (жёлтым цветом выделены действующие) |
| Название                                                   | Изготовитель и Платформа                                   | Дата запуска                                               | Орб. поз.                                                  | Масса на старте, кг                                        | САС, лет                                                   | Ракета-носитель                                            | Полезная нагрузка КА                                                                      | Статус |                                                            |
| ---------------------------------------------------------- | ---------------------------------------------------------- | ---------------------------------------------------------- | ---------------------------------------------------------- | ---------------------------------------------------------- | ---------------------------------------------------------- | ---------------------------------------------------------- | ----------------------------------------------------------------------------------------- | --- | ---------------------------------------------------------- |
| Anik A1                                                    | Hughes / HS-333                                            | 9.11.1972                                                  | 114 з.д.                                                   | 560                                                        | 7                                                          | Delta                                                      | 12 транспондеров C-диапазона                                                              | Выведен из эксплуатации 15.07.1982 |                                                            |
| Anik A2                                                    | Hughes / HS-333                                            | 20.03.1973                                                 | 109 з.д.                                                   | 560                                                        | 7                                                          | Delta                                                      | 12 транспондеров C-диапазона                                                              | Выведен из эксплуатации 6.10.1982 |                                                            |
| Anik A3                                                    | Hughes / HS-333                                            | 7.05.1975                                                  | 104 з.д.                                                   | 560                                                        | 7                                                          | Delta                                                      | 12 транспондеров C-диапазона                                                              | Выведен из эксплуатации 21.11.1984 |                                                            |
| Anik B1                                                    | RCA Astro Satcom / AS-3000                                 | 15.12.1978                                                 | 109 з.д.                                                   | 920                                                        |                                                            | Delta                                                      | 12 транспондеров C-диапазона и 6 транспондеров Ku-диапазона                               | Выведен из эксплуатации 1.12.1986 |                                                            |
| Anik C1                                                    | Hughes / HS-376                                            | 12.04.1985                                                 | 107,5 з.д.                                                 | 1160                                                       | 10                                                         | Space Shuttle Discovery                                    | 16 транспондеров Ku-диапазона                                                             | Продан Paracomsat(Аргентина) в 1994 году, назывался Nahuel I1, в 1997 выкуплен обратно. В 2000 году продан Loral Skynet и переименован в Brasil 1T. Выведен из эксплуатации 5.05.2003 |                                                            |
| Anik C2                                                    | Hughes / HS-376                                            | 18.06.1983                                                 | 110 з.д.                                                   | 1160                                                       | 10                                                         | Space Shuttle Challenger                                   | 16 транспондеров Ku-диапазона                                                             | Продан Paracomsat(Аргентина) в 1994 году, назывался Nahuel I2. Выведен из эксплуатации 7.01.1998                                                                                      |                                                            |
| Anik C3                                                    | Hughes / HS-376                                            | 11.11.1982                                                 | 114,9 з.д.                                                 | 1160                                                       | 10                                                         | Space Shuttle Columbia                                     | 16 транспондеров Ku-диапазона                                                             | Выведен из эксплуатации 18.06.1997 |                                                            |
| Anik D1                                                    | Hughes / HS-376                                            | 26.08.1982                                                 | 104,5                                                      | 1240                                                       | 10                                                         | Delta                                                      | 24 транспондера C-диапазона                                                               | Выведен из эксплуатации 16.12.1991 |                                                            |
| Anik D2                                                    | Hughes / HS-376                                            | 8.11.1984                                                  | 110,5                                                      | 1240                                                       | 10                                                         | Space Shuttle Discovery                                    | 24 транспондера C-диапазона                                                               | В сентябре 1997 продан продан в Arabsat и переименован в Arabsat 1D. Выведен из эксплуатации в марте 1995                                                                             |                                                            |
| Anik E1                                                    | GE Astro / AS-5000                                         | 26.09.1991                                                 | 111 з.д.                                                   | 2923                                                       | 13,5                                                       | Ariane 4                                                   | 24 транспондеров C-диапазона и 16 транспондеров Ku-диапазона                              | Выведен из эксплуатации 18.01.2005 |                                                            |
| Anik E2                                                    | GE Astro / AS-5000                                         | 4.04.1991                                                  | 107,3 з.д.                                                 | 2923                                                       | 13,5                                                       | Ariane 4                                                   | 24 транспондеров C-диапазона и 16 транспондеров Ku-диапазона                              | Выведен из эксплуатации 23.11.2005 |                                                            |
| Anik F1                                                    | Boeing / Boeing 702                                        | 21.11.2000                                                 | 107,3 з.д.                                                 | 4852                                                       | 15                                                         | Ariane 4                                                   | 36 транспондеров C-диапазона и 48 транспондеров Ku-диапазона                              | Испытывает технические проблемы, из-за деградации солнечных батарей |                                                            |
| Anik F1R                                                   | Astrium / Eurostar E3000                                   | 8.09.2005                                                  | 107,3 з.д.                                                 | 4500                                                       | 15                                                         | Протон-М/Бриз-М                                            | 24 транспондера C-диапазона и 32 транспондера Ku-диапазона                                | Запускался для резервирования и замены Anik F1 |                                                            |
| Anik F2                                                    | Boeing / Boeing 702                                        | 17.07.2004                                                 | 111,1 з.д.                                                 | 5950                                                       | 15                                                         | Ariane 5G                                                  | 24 транспондера C-диапазона, 40 транспондеров Ku-диапазона, 50 транспондеров Ka-диапазона | |                                                            |
| Anik F3                                                    | Astrium / Eurostar E3000                                   | 10.04.2007                                                 | 118,7 з.д.                                                 | 4634                                                       | 15                                                         | Протон-М/Бриз-М                                            | 24 транспондера C-диапазона, 32 транспондера Ku-диапазона, 2 транспондера Ka-диапазона    | |                                                            |
| Anik G1                                                    | Space Systems/Loral / SS/L 1300                            | 15.04.2013                                                 | 107,3 з.д.                                                 | 4905                                                       | 15                                                         | Протон-М/Бриз-М                                            | 12 Ku-диапазон, 16 расширенный Ku-диапазон, 24 C-диапазон, 3 X-диапазон                   | |                                                            |